# Szilárd Kun
Szilárd Kun (ur. 23 marca 1935 w Budapeszcie, zm. 31 sierpnia 1987 tamże) – węgierski strzelec sportowy,srebrny medalista olimpijski z Helsinek.
Specjalizował się w strzelaniu z pistoletowym. Brał udział w pięciu igrzyskach olimpijskich (IO 52, IO 56, IO 64, IO 68, IO 72), medal w 1952 zdobył w konkurencji pistoletu szybkostrzelnego na dystansie 25 metrów. Wyprzedził go jedynie rodak Károly Takács. W tej konkurencji był indywidualnie mistrzem Europy w 1965.
Jego brat Ferenc również był strzelcem sportowym i olimpijczykiem.